# ونچن
ونچن (به لاتین: Venchan) یک روستا در بلغارستان است که در استان وارنا واقع شده‌است.

## خصوصیات
ونچن ۱۶٫۵۹۶ کیلومترمربع مساحت و ۳۶۴ نفر جمعیت دارد و ۴۷ متر بالاتر از سطح دریا واقع شده‌است.